# یواس‌اس ابرندا (ای‌سی-۱۳)
یواس‌اس ابرندا (ای‌سی-۱۳) (به انگلیسی: USS Abarenda (AC-13)) یک کشتی بود که طول آن ۳۲۵ فوت ۶ اینچ (۹۹٫۲۱ متر) بود. این کشتی در سال ۱۸۹۲ ساخته شد.